# スズサイコ
スズサイコ（鈴柴胡、学名： Vincetoxicum pycnostelma ）はキョウチクトウ科（旧分類ではガガイモ科）カモメヅル属の多年草。

## 特徴
地表から真っ直ぐに立ち上がる草で、高さは40から100センチメートル程度。葉は長さ7から9cm、幅5から15mmの披針形で対生、斜め上に向かって伸びる。葉にはやや厚みがあってつやがある。
花期は6から7月頃。茎の上部の葉腋から柄がでて、その先に集散状に花序を出し、径1cm程度の緑茶色の星型の花がつく。花弁はほぼ水平に開出する。
花が終わると径7mm、長さ5から7cm程度の、ガガイモ科特有の袋果（実）をつける。稀に花茎に対し二股状に袋果がつく。秋に袋果が割れ、種髪（毛束）をつけた種子がはじける。

## 分布と生育環境
北海道、本州、四国、九州の山地や平地の草原に稀に見られる。その姿は、チガヤの草原などではその葉と紛れやすい。
なお、この属の植物の多くは蔓植物であり、一部に直立する草があるが、日本産のものでは他のものは幅広い葉を持ち、いかにも双子葉植物です、という顔をしているのに対して、この種はよく見ればちゃんとこの属の特徴を示すものの、ちょっと見には細長い茎と葉が上に伸びる点、異彩を放っている。上記のように野外ではなかなか目につきにくく、花や実が付いたときは妙に目を引く不思議な植物である。

## Status
準絶滅危惧（NT）（環境省レッドリスト）
2007年8月レッドリスト。以前の環境省レッドデータブックでは絶滅危惧II類(VU)

## ギャラリー

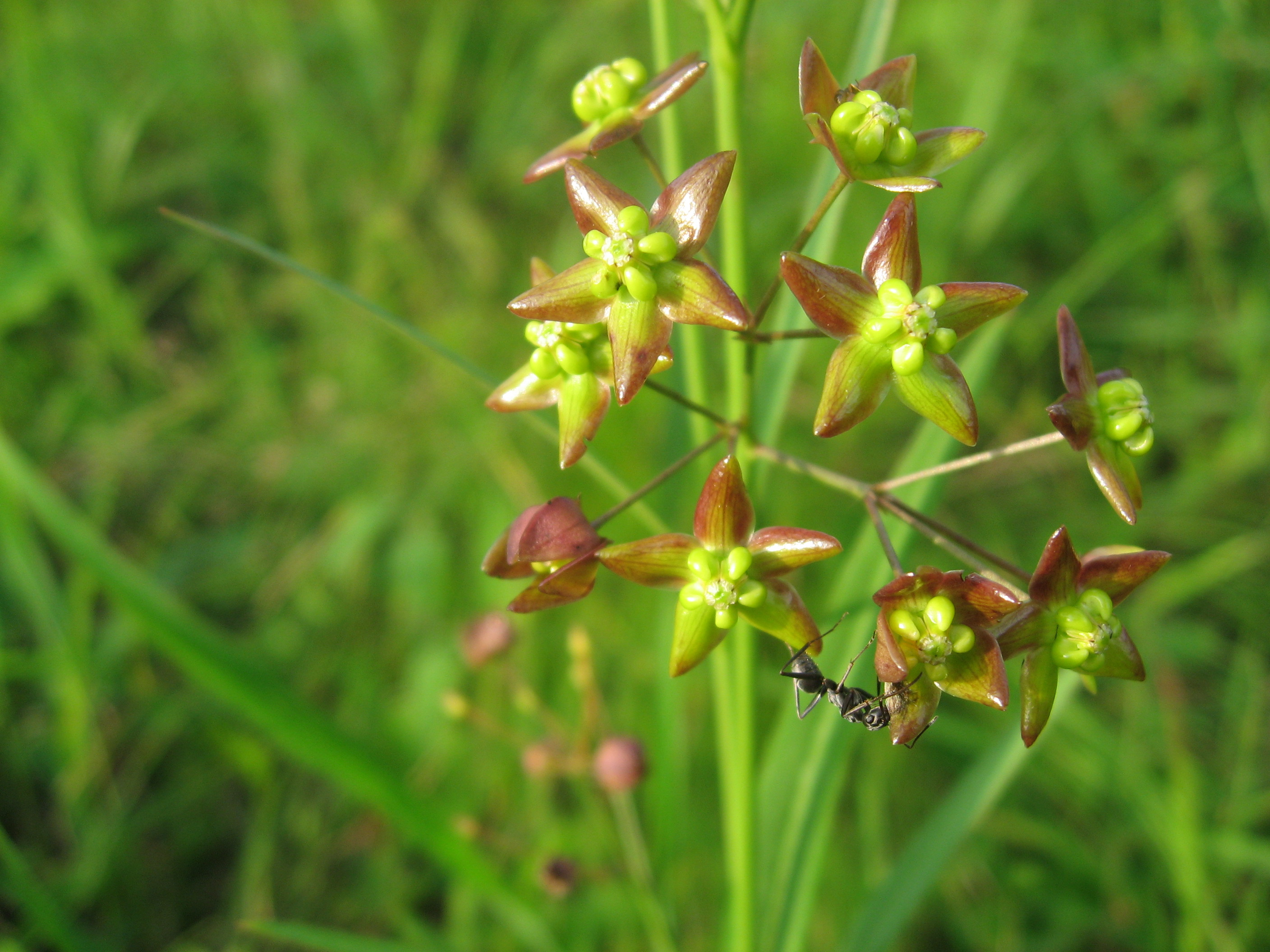
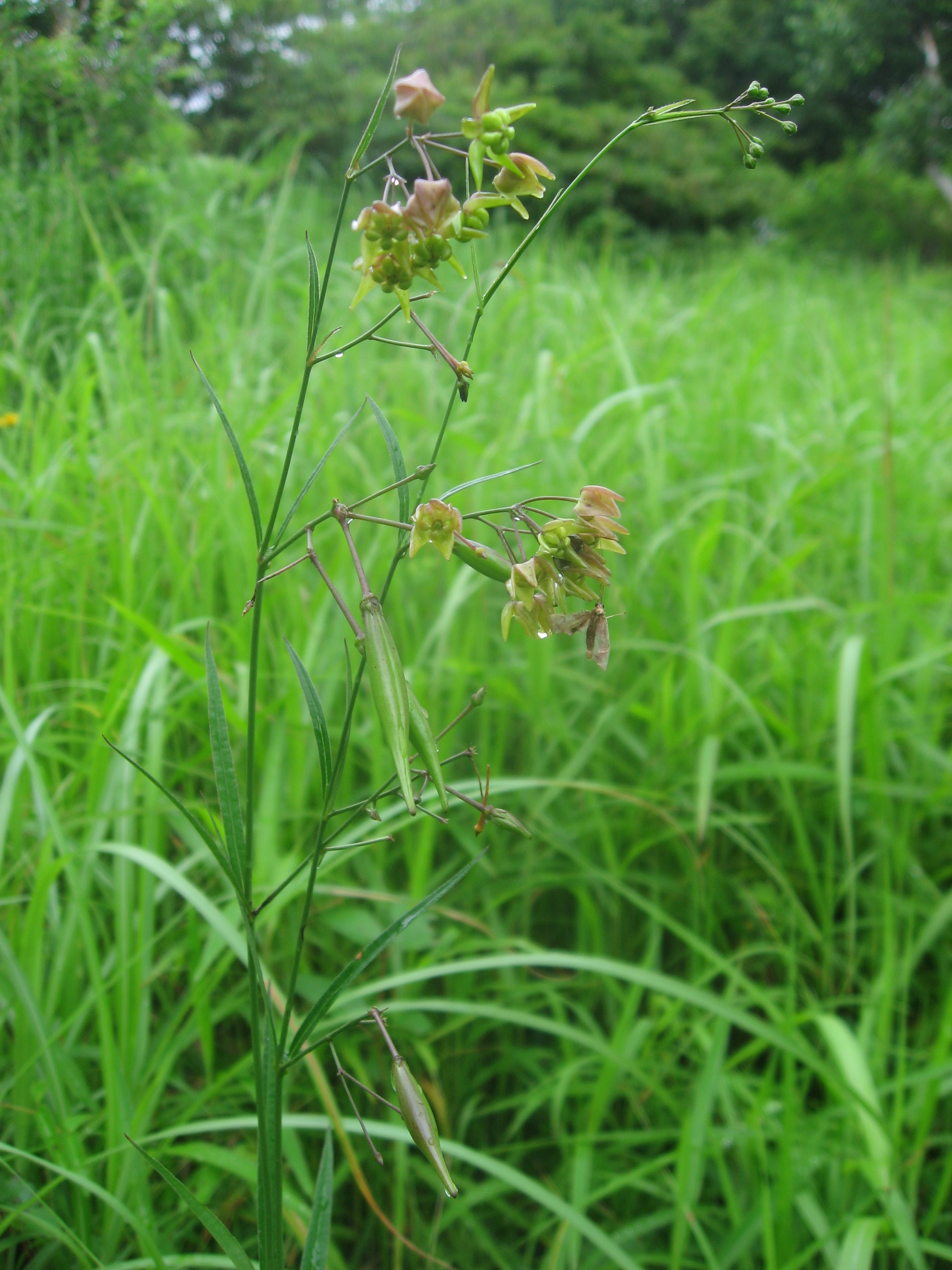
袋果をつけはじめたスズサイコ

## 近縁種
- イヨカズラ（伊予葛、学名：Vincetoxicum japonicum ）
- クサタチバナ（草橘、学名：Vincetoxicum acuminatum ）
- コバノカモメヅル（小葉の鴎蔓、学名： Vincetoxicum sublanceolatum ）
- シロバナカモメヅル（白花鴎蔓、学名： Vincetoxicum sublanceolatum var. macranthum ）
- タチガシワ（立柏、学名：Vincetoxicum magnificum ）
- フナバラソウ（舟腹草、学名：Vincetoxicum atratum ）
- ロクオンソウ（鹿苑草、学名：Vincetoxicum amplexicaule ）